# 一色義幸
一色義幸（生年不詳－卒年不詳）是日本戰國時代大名。丹後國守護。丹後一色氏（一色宗家）第15代當主。
父親是第13代當主一色義有，一說指是第9代當主一色教親，而義有是養父（『大日本辭書』，而從年代上考慮，亦有可能是教親的孫兒或曾孫）。
名字中的「義」字是足利將軍家下賜的通字。

## 生平
前代的一色氏與鄰國的山名氏有親交，在應仁之亂中一同加入西軍，因此管領細川氏把丹後國守護職奪走並給予若狹武田氏等，一時間沒落，而以守護代延永氏為首的國人眾離反，亦令家中衰退。先代當主是一色義貫的末裔一色義有，或一色義清，不過因為在戰國的混亂時期中缺乏記錄，義幸就任當主前的一色氏動向不明，而流傳的系譜亦有許多不同，因此不能確定。
兩代前的當主一色義有被列為幕府的御供眾的一色氏一門，還成為丹後一色氏的首代並擔任郡代，不過在義有及次代義清死後，一色氏本家（一色義貫流）的血脈斷絕，於是義幸繼承一色宗家，並被幕府任命為丹後守護職（從若狹武田氏手上奪還）。此後為了追擊若狹武田氏的勢力，進入加佐郡的丹後守護所（八田守護所）及建部山城（八田城）。
與守護代延永氏關係良好，與從若狹多次侵攻的若狹守護武田元光爭奪丹後、若狭的領地。
在永祿元年（1558年）隱居，把一色氏宗家的家督讓予兒子義道。